# XXIX. Armeekorps
XXIX. Armeekorps var en tysk armékår under andra världskriget. Kåren sattes upp den 20 maj 1940.

## Operation Barbarossa

### Organisation
Armékårens organisation den 3 september 1941:
- 95. Infanterie-Division
- 75. Infanterie-Division
- 299. Infanterie-Division
- 99. leichte Division
- 71. Infanterie-Division

## Operation Blå

### Organisation
Armékårens organisation den 24 juni 1942:
- 75. Infanterie-Division
- 168. Infanterie-Division
- 57. Infanterie-Division

## Befälhavare
Kårens befälhavare:
- General der Infanterie Hans von Obstfelder  20 maj 1940–21 maj 1943
- General der Panzertruppen Erich Brandenberger  1 maj 1943–30 juni 1944
- General der Artillerie Anton-Reichard von Mauchenheim und Bechtolsheim  2 juli 1944–1 september 1944

Stabschef:
- Oberst Ludwig Müller  1 juni 1940–1 oktober 1941
- Oberst Eberhard Kinzel  23 maj 1942–11 november 1942
- Oberst Albrecht von Quirnheim  12 november 1942–1 maj 1944
- Oberstleutnant Theodor Mehring  25 maj 1944–20 december 1944